# 費氏燈籠魚
費氏燈籠鱼（学名：Myctophum fissunovi）为輻鰭魚綱燈籠魚目灯笼鱼科的其中一種。分布于西印度洋區的桑吉巴及模里西斯東南等海域，為深海魚類，體長可達7公分。

## 扩展阅读
維基物種上的相關：費氏燈籠鱼